# Volume massique
Le volume massique d'un objet, ou volume spécifique, est le quotient de son volume par sa masse. C'est donc l'inverse de sa masse volumique. Il est souvent noté {\displaystyle v} (V minuscule) ou {\displaystyle \nu } (la lettre minuscule grecque nu), en italique.
{\displaystyle v={\frac {V}{m}}={\frac {1}{\rho }}}
avec :
- {\displaystyle m} : masse de l'objet ;
- {\displaystyle V} : volume de l'objet ;
- {\displaystyle \rho } : masse volumique de l'objet.

Le volume massique s'exprime en mètres cubes par kilogramme (m3/kg) dans le Système international d'unités (en centimètres cubes par gramme (cm3/g) dans le système CGS) :
- 1 m3 kg−1 = 1 000 cm3 g−1 ;
- 1 cm3 g−1 = 0,001 m3 kg−1.

## Utilisation
Cette grandeur est notamment utilisée pour exprimer la compressibilité des polymères : le volume massique dépend de la température (dilatation) et de la pression.